# 布瓦凯
布瓦凯（法語：Bouaké）是科特迪瓦继阿比让之后的第二大城市，是布瓦凯省首府，位于首都亚穆苏克罗以北，阿比让—瓦加杜古铁路经过该城:21。建于1896年。